# Frank Thring
Francis William Thring Jr., mais conhecido como Frank Thring (Melbourne, 11 de maio de 1926 - Melbourne, 29 de dezembro de 1994), foi um renomado ator australiano, reconhecido principalmente por suas atuações como Pôncio Pilatos e Herodes Antipas nos épicos Ben-Hur (1959) e King of Kings (1961), respectivamente.

## Biografia
Francis William Thring Jr. nasceu na cidade australiana de Melbourne, filho de Francis W. Thring e Olive Kreitmeyer. Estudou no Melbourne Grammar School por anos. Seu pai, de ascendência alemã, foi chefe da companhia de teatro "J. C. Williamson's" na década de 1920, sendo popularmente creditado como inventor do claquete, além de produzir o filme The Sentimental Bloke. 

## Filmografia
- 1958 - The Vikings - Aella
- 1958 - A Question of Adultery - Sr. Stanley
- 1958 - The Flaming Sword - Gar
- 1959 - Treason - General Karl Albrecht
- 1959 - Ben-Hur - Pôncio Pilatos
- 1961 - King of Kings - Herodes Antipas
- 1961 - El Cid - Al Kadir
- 1969 - Age of Consent - Godfrey
- 1970 - Ned Kelly - Juiz Barry
- 1974 - Alvin Rides Again - Fingers
- 1975 - The Man from Hong Kong - Willard
- 1976 - Mad Dog Morgan - Superintendente Cobham
- 1983 - At Last... Bullamakanka: The Motion Picture - Produtor de TV
- 1985 - Mad Max Beyond Thunderdome - O Colecionador
- 1986 - Death of a Soldier - Pregador religioso
- 1986 - The Steam-Driven Adventures of Riverboat Bill
- 1987 - Howling III - Jack Citron
- 1993 - Hercules Returns - Zeus